# 豊川市立小坂井東小学校
豊川市立小坂井東小学校（とよかわしりつ こざかいひがししょうがっこう）は、愛知県豊川市小坂井町西浦にある公立小学校。
旧宝飯郡小坂井町（2010年に豊川市に編入合併）の中心部にある小学校で、児童数は546人、学級数は20クラス（2013年度）。

## 行事
- マラソン大会
- なわとび大会
- 運動会
- 自然保護ヤゴ救出作戦

## 交通アクセス
- JR飯田線 小坂井駅から徒歩約10分
- 名鉄名古屋本線 伊奈駅から徒歩約10分